# Бурунди на летних Олимпийских играх 1996
Бурунди принимала участие в Летних Олимпийских играх 1996 года в Атланте (США) в первый раз за свою историю и завоевала одну золотую медаль. Сборную страны представляли 6 мужчин и 1 женщина, выступавшие в соревнованиях по лёгкой атлетике.

## 01!Золото
- Лёгкая атлетика, мужчины, 5000 метров — Венусте Нийонгабо.

### Лёгкая атлетика
Спортсменов — 7
Мужчины
| Спортсмен           | Вид     | Забег     | Забег | Полуфинал | Полуфинал | Финал     | Финал     |
| Спортсмен           | Вид     | Результат | Место | Результат | Место     | Результат | Место     |
| ------------------- | ------- | --------- | ----- | --------- | --------- | --------- | --------- |
| Артемон Хатунгимана | 800 м   | 1.47,10   | 1     | 1.44,92   | 4         | Не прошёл | Не прошёл |
| Шарль Нказамьямпи   | 800 м   | 1.47,95   | 6     | Не прошёл | Не прошёл | Не прошёл | Не прошёл |
| Дьедонне Квизера    | 1500 м  | 3.41,45   | 6     | Не прошёл | Не прошёл | Не прошёл | Не прошёл |
| Венусте Нийонгабо   | 5000 м  | 13.54,53  | 3     | 14.03,48  | 2         | 13.07,96  | 1         |
| Алойс Низигама      | 10000 м | 27.53,51  | 4     |           |           | 27.33,79  | 4         |
| Таркисс Гашака      | Марафон |           |       |           |           | 2:32,65   | 90        |

Женщины
| Спортсмен       | Вид     | Забег     | Забег | Финал     | Финал     |
| Спортсмен       | Вид     | Результат | Место | Результат | Место     |
| --------------- | ------- | --------- | ----- | --------- | --------- |
| Жюстин Нанимана | 10000 м | 35.58,50  | 18    | Не прошла | Не прошла |